# Кривошеєв Володимир Іванович
Володимир Іванович Кривошеєв (9 грудня 1912, місто Карлівка, тепер Карлівського району Полтавської області — 26 квітня 1979, місто Київ) — український радянський діяч, голова Українського об'єднання Ради Міністрів УРСР «Укрсільгосптехніка», заступник голови Держплану УРСР. Депутат Верховної Ради УРСР 7-го скликання. Член Ревізійної Комісії КПУ в 1961—1966 р. Кандидат у члени ЦК КПУ в 1966—1979 р.

## Біографія
Трудову діяльність розпочав у 1930 році.
Освіта вища. У 1935 році закінчив сільськогосподарський інститут.
У 1935—1940 роках — агроном машинно-тракторної станції Харківської області, агроном і завідувач районного земельного відділу в Казахській РСР, агроном радгоспу, старший агроном і начальник управління Полтавського обласного земельного відділу. З 1940 року — начальник виробничого управління Наркомату землеробства Української РСР.
Член ВКП(б) з 1942 року.
Після повернення з евакуації, з березня 1944 року — заступник народного комісара землеробства Української РСР із тваринництва.
У лютому 1947 — квітні 1953 року — заступник міністра сільського господарства Української РСР із постачання і будівництва.
У квітні — грудні 1953 року — начальник Планово-економічного управління Міністерства сільського господарства та заготівель Української РСР. З січня по жовтень 1954 року — начальник Головного планово-економічного управління і член колегії Міністерства сільського господарства Української РСР.
У жовтні 1954 — лютому 1961 року — директор республіканської постійно діючої сільськогосподарської виставки (Виставки передового досвіду в народному господарстві УРСР) у місті Києві.
3 березня 1961 — 27 березня 1963 року — голова Українського республіканського об'єднання Ради міністрів УРСР «Укрсільгосптехніка».
У квітні 1963 — 27 жовтня 1964 року — 1-й заступник голови Українського республіканського об'єднання Ради міністрів УРСР «Укрсільгосптехніка».
27 жовтня 1964 — 4 лютого 1970 року — голова Українського республіканського об'єднання Ради міністрів УРСР «Укрсільгосптехніка».
У лютому 1970 — квітні 1979 року — заступник голови Державної планової комісії (Держплану) Української РСР.

## Нагороди
- орден Леніна
- орден Жовтневої Революції
- п'ять орденів Трудового Червоного Прапора (в т.ч. 26.02.1958, 22.03.1966)
- медалі
- Заслужений працівник сільського господарства Української РСР (8.12.1972)